# 中華民國銓敘部
銓敘部為中華民國考試院的三個下轄機關之一，為中華民國最高銓敘以及公務人員人事法制主管機關。

## 歷史
- 1912年（民國元年），根據《中華民國臨時政府組織大綱》，中華民國大總統府設置法制局、印鑄局、銓敘局、公報局、參謀本部等機關，銓敘局依《銓敘局官職令草案》掌理職員之任免、升遷、勳章、榮典、賞卹等事項。
- 1912年（民國元年）4月21日，北洋政府根據《中華民國臨時約法》規定成立中华民国国务院，國務總理下設有「銓敘局」，銓敘局掌理：1.薦任官以上的任免及履歷事項；2.文官考試；3.文官恩給及撫卹事項；4.官吏榮典授與、外國勳章受領。
- 1928年（民國17年）10月8日，根據《中華民國國民政府組織法》規定，考試院為國民政府最高考試機關，掌理考選、銓敘事宜。
- 1930年（民國19年）1月6日，國民政府根據《銓敘部組織法》規定成立銓敘部。
- 1949年（民國38年），由於第二次国共内战，考試院及所屬部門隨政府遷往臺灣，文官制度在臺灣奠基與發展於焉開始。[1]
- 1994年（民國83年）12月28日，總統令公布《公務人員退休撫卹基金管理條例》。1995年（民國84年）5月1日，依法成立公務人員退休撫卹基金管理委員會（隸屬銓敘部）與公務人員退休撫卹基金監理委員會（直屬考試院）。
- 2023年（民國112年）4月11月，立法院三讀通過《考試院組織法》修正草案、《銓敘部組織法》修正草案、《公務人員退休撫卹基金管理局組織法》草案、廢止〈公務人員退休撫卹基金管理委員會組織條例〉案。4月28日，銓敘部成立監理司、公教人員保險監理委員會由獨立機關改為部內任務編組。4月30日，公務人員退休撫卹基金管理委員會改制為公務人員退休撫卹基金管理局。7月1日，公務人員退休撫卹基金監理委員會降編併入銓敘部[2]。

## 歷任部長
| 任次           | 姓名   | 任期                        |
| -------------- | ------ | --------------------------- |
| 第1任          | 張難先 | 1929年11月－1930年12月      |
| 第2任          | 鈕永建 | 1930年12月－1933年3月       |
| 第3任          | 林 翔  | 1933年3月－1935年6月        |
| 第4任          | 石 瑛  | 1935年8月－1937年11月       |
| 兼任           | 鈕永建 | 1937年12月－1939年6月       |
| 第5任          | 李培基 | 1939年6月－1941年12月       |
| 第6任          | 賈景德 | 1942年1月－1948年6月        |
| 第7任          | 沈鴻烈 | 1948年7月－1949年11月25日   |
| 第8任 兼任代理 | 皮作瓊 | 1949年11月－1952年5月       |
| 第9任          | 雷法章 | 1952年5月－1963年7月        |
| 第10任         | 石 覺  | 1963年7月－1975年10月       |
| 第11任         | 韓忠謨 | 1975年11月－1977年4月       |
| 第12任         | 鄧傳楷 | 1977年4月－1984年8月        |
| 第13任         | 陳桂華 | 1984年9月－1994年8月        |
| 第14任         | 關 中  | 1994年9月－1996年9月        |
| 代理           | 李若一 | 1996年9月1日－1996年9月20日 |
| 第15任         | 邱進益 | 1996年9月－2000年5月        |
| 第16任         | 吳容明 | 2000年5月－2004年6月8日     |
| 代理           | 顏秋來 | 2004年6月8日－2004年6月16日 |
| 第17任         | 朱武獻 | 2004年6月16日－2008年5月    |
| 代理           | 吳聰成 | 2008年5月20日－2008年9月1日 |
| 第18任         | 張哲琛 | 2008年9月1日－2016年5月20日 |
| 第19任         | 周弘憲 | 2016年5月20日－2020年9月1日 |
| 第20任         | 周志宏 | 2020年9月1日－2024年5月20日 |
| 第21任         | 施能傑 | 2024年5月20日－現任         |

## 權責
- 公務人員銓敘、撫卹、保險、退休相關法制及執行事項。
- 公務人員任免、考績、級俸、升遷、褒獎等法制事項。
- 監督全國各級銓敘及人事業務主管機關、機構、人員，辦理銓敘、人事業務。

## 組織
銓敘部設六司二處四室三會：
內部單位
- 六司：法規司、銓審司、特審司、退撫司、人事管理司、監理司。
- 二處：秘書處、資訊處。
- 四室：人事室、會計室、統計室、政風室。
- 三會：法規委員會、訴願審議委員會、公教人員保險監理委員會。

所屬機關
- 公務人員退休撫卹基金管理局 （页面存档备份，存于）

## 事件
公務員個資外洩
由五眼聯盟輾轉通知，銓敘部有高達59萬筆文官服務單位、職稱等個人資料外洩，並遭架設於美國的網站Raid Forums揭露以價格10歐元出售（約新台幣350元）相關檔案。銓敘部已依《資通安全管理法》向行政院國家資通安全會報技術服務中心緊急通報。行政院發言人谷辣斯·尤達卡表示，外洩原因為木馬病毒攻擊，不過國安局等遭外洩個資屬於一般行政人員，情治人員的資料並未外洩。但《鏡週刊》調查，遭洩個資包括國安局、軍情局、調查局、警政署、檢察系統、海巡、政風及憲兵單位等八大情治系統，舉凡每個人的身分證字號、本名、行動電話及服務單位全都流出，扣除重複，仍有高達24萬筆個資流出，其中有28,000名文官仍在原單位任職，影響層面不容小覷，並根據《iThome Online》報導，部分資料如國安局等情治人員的真實身分，也公開在LINE群組流傳。

## 外部連結
- 銓敘部全球資訊網 （页面存档备份，存于）